# S-елементи
s-Елементи — група елементів у періодичній таблиці елементів, електронна оболонка яких включає в себе перші два шари s-електронів. До s-елементів відносяться лужні метали, лужноземельні метали, водень та гелій. Сукупність s-елементів утворює s-блок періодичної системи елементів.
Ці елементи відрізняються тим, що у збудженому стані високоенергетичний електрон знаходиться на s-орбіталі. Виключаючи водень та гелій, ці електрони дуже легко переходять та формуються в позитивні іони при хімічної реакції. Конфігурація гелію хімічно дуже стабільна, завдяки цій властивості, його об'єднують з інертними газами.
s-Елементи (крім гелію) є сильними відновлювачами і тому у вільному вигляді у природі не трапляються. Елемент у металевому вигляді може бути отриманий лише за допомогою електролізу розплаву солі. Гемфрі Деві, 1807-о та 1808-о року, став першим, хто виділив s-метали з їх солей, за винятком літію, берилію, рубідію та цезію. Берилій було вперше виділено з солей незалежно двома вченими: Ф. Вулером та А. А. Базі 1828 року, у той час як літій був виділений Р. Бунзеном лише 1854 року, який, після вивчення рубідію, виділив його через 9 років. Цезій не було виділено у чистому вигляді аж до 1881 року, до того, як Карл Сеттерберг піддав електролізу ціанід цезію.
Твердість s-елементів у компактному вигляді (при звичайних умовах) може варіюватися від дуже малої (всі лужні метали — їх можна розрізати ножем) до достатньо високою (берилій). Виключаючи берилій та магній, метали дуже реакційноздатні та можуть бути використані у сплавах зі свинцем у малих кількостях (<2%). Берилій та магній, зважаючи на їх високу вартість, можуть бути цінними компонентами для деталей, де потрібна твердість та легкість. Ці метали є надзвичайно важливими, оскільки дозволяють заощадити кошти при видобутку титану, цирконію, торію та танталу з їх мінеральних форм; можуть знаходити своє застосування як відновники в органічної хімії.

## Небезпека та зберігання
Всі елементи, що мають s-оболонку, є небезпечними сполуками. Вони пожежонебезпечні, вимагають особливого пожежогасіння, виключаючи берилій та магній. Зберігатися повинні в інертній атмосфері аргону або вуглеводнів. Бурхливо реагують з водою, продуктом реакції є водень, наприклад:
{\displaystyle ~\mathrm {2Li+2H_{2}O\longrightarrow 2LiOH+H_{2}\uparrow } },
виключаючи магній, який реагує повільно, і берилій, який реагує лише коли його оксидна плівка знята за допомогою ртуті. Літій має схожі властивості з магнієм оскільки розташований у періодичній таблиці поруч з ним.